# NOHAB
NOHAB (egl. Nydqvist & Holm AB, fra 1974 AB Bofors-Nohab) var en svensk industrivirksomhed fra Trollhättan.
NOHAB kan spore sin historie tilbage til 1847, hvor det blev grundlagt som Trollhättans Mekaniska Verkstad af Antenor Nydqvist, Johan Magnus Lidström og Carl Olof Holm, og endte sit liv efter utallige ændringer i 1986.
Virksomheden leverede lokomotiver til DSB igennem en længere årrække, herunder Litra MV, Litra MY, Litra MX og Litra MZ.
| Firma | Spire Denne artikel om et firma eller en virksomhed i Sverige er en spire som bør udbygges. Du er velkommen til at hjælpe Wikipedia ved at udvide den. |